# Oreste Leonardi
Oreste Leonardi (Torino, 10 giugno 1926 – Roma, 16 marzo 1978) è stato un carabiniere italiano, capo della scorta di Aldo Moro; fu ucciso nell'agguato di via Fani.

## Biografia
Rimase orfano del padre Ernesto, brigadiere dell'Arma dei Carabinieri morto per tumore durante la seconda guerra mondiale nel febbraio 1944, quando frequentava il secondo anno di Ginnasio. Terminò allora gli studi e nel 1946 seguì le orme paterne arruolandosi nell'Arma dei Carabinieri. Dopo aver prestato servizio in diverse sedi fu assegnato a Viterbo, dove ad una festa di carnevale conobbe Ileana Lattanzi, che sposò dopo dieci mesi di fidanzamento e dalla quale ebbe in seguito due figli: Sandro e Cinzia.
Nella stessa sede divenne istruttore presso la Scuola sabotatori del Centro militare di paracadutismo a Viterbo. Nel 1963 fu assegnato alla scorta di Aldo Moro, con il quale strinse un forte legame affettivo e di fiducia. Leonardi ha dedicato gran parte della sua vita professionale alla protezione di Moro, guadagnandosi la fiducia e l’affetto della famiglia del politico. Era una figura di riferimento non solo come carabiniere, ma anche a livello personale, spesso accompagnando i familiari di Moro nelle loro passeggiate.  
Raggiunse il grado di maresciallo maggiore nel 1973.

### La morte
Il 16 marzo 1978 era a Roma, capo della scorta del presidente democristiano; sedeva sul sedile anteriore destro della Fiat 130 che trasportava il politico dalla sua abitazione alla sede della Camera dei deputati. Giunti in via Mario Fani, l'auto di Moro e quella della scorta furono bloccate e fatte oggetto di un attacco armato con armi automatiche da parte di almeno quattro terroristi appartenenti alle Brigate Rosse, i quali uccisero i cinque uomini di scorta e rapirono il politico, successivamente a sua volta ucciso. Fu probabilmente il primo ad essere colpito dal fuoco dei terroristi; Leonardi, la cui pistola Colt 38 si trovava in un borsello riposto sotto il sedile, fu colto di sorpresa e non ebbe modo di rispondere al fuoco; secondo il racconto di Valerio Morucci, uno dei due brigatisti che spararono da sinistra sulla Fiat 130, egli prima di morire riuscì a girarsi per far abbassare il Presidente e proteggere la sua incolumità. Morì con 9 proiettili in corpo di cui uno che lo colpì all'altezza del cuore. Leonardi lasciò la moglie Ileana e due figli, tra cui Giovanni, che aveva solo 11 anni al momento della morte del padre. Giovanni ha ricordato con affetto il padre, sottolineando che, nonostante fosse un carabiniere, era anche un uomo amorevole e devoto alla famiglia. La famiglia Leonardi ha espresso il desiderio che la storia di Oreste non venga dimenticata e che il suo sacrificio venga riconosciuto come parte integrante della lotta contro il terrorismo in Italia 